# スパッド (接続部品)

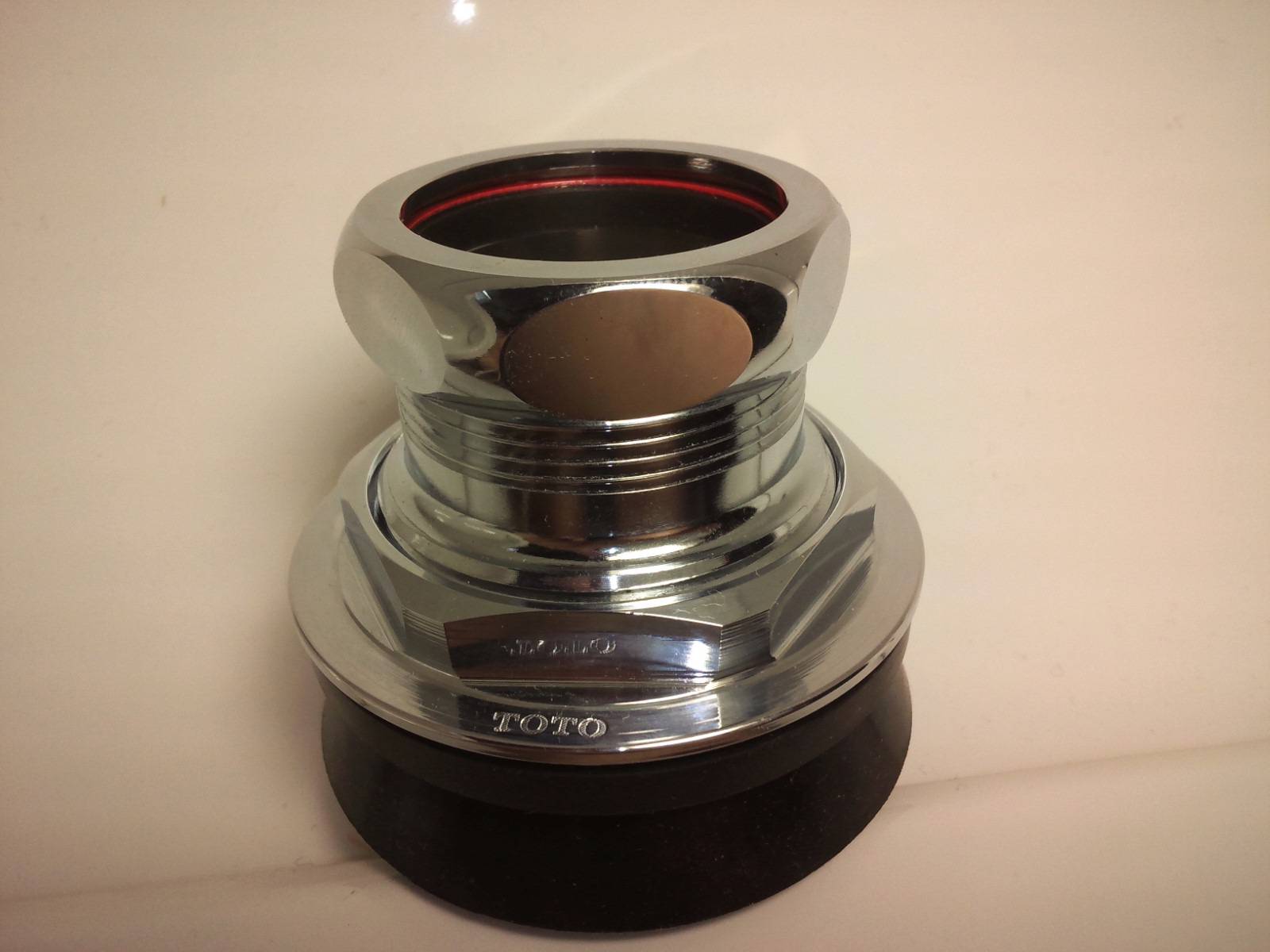
大便器用スパッド

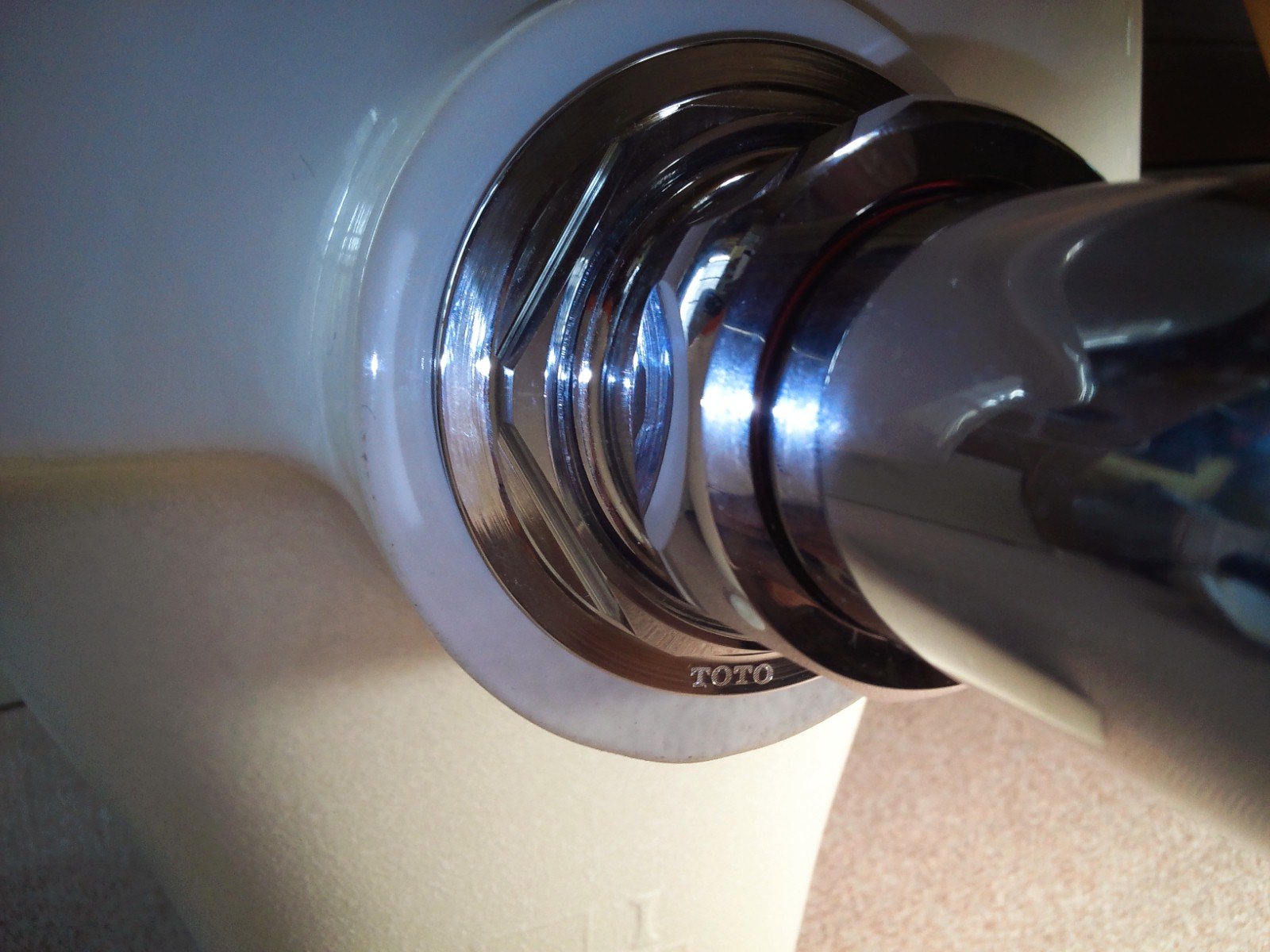
大便器に組み込まれたスパッド

スパッドとは、水洗便所において、便器と給水管の接続に使用する継手および給水金具で、便器の給水口に組込み取り付ける接合部品。
便器は殆どが陶器製であり陶器は焼成時に変形するので、陶器の給水口は精密なねじ切りができず給水洗浄管を直接に接続できないために、陶器の給水口にスパッドを組み込み、スパッドを介して給水洗浄管が連結され便器に洗浄水を供給する。
和式便器（和風便器）の全てとタンク密結式以外の洋式便器には必ずスパッドが組み込まれた上で洗浄給水管と連結され洗浄水が供給されている。
大便器用、小便器用があり、大便器用は便器の機種によって給水口径が異なる場合があり、また洗浄管の管径も32㎜と38㎜の径があることから規格別に数種の大きさのスパッドがあるが、小便器用については全て同じ規格になっている。

## 部品構成

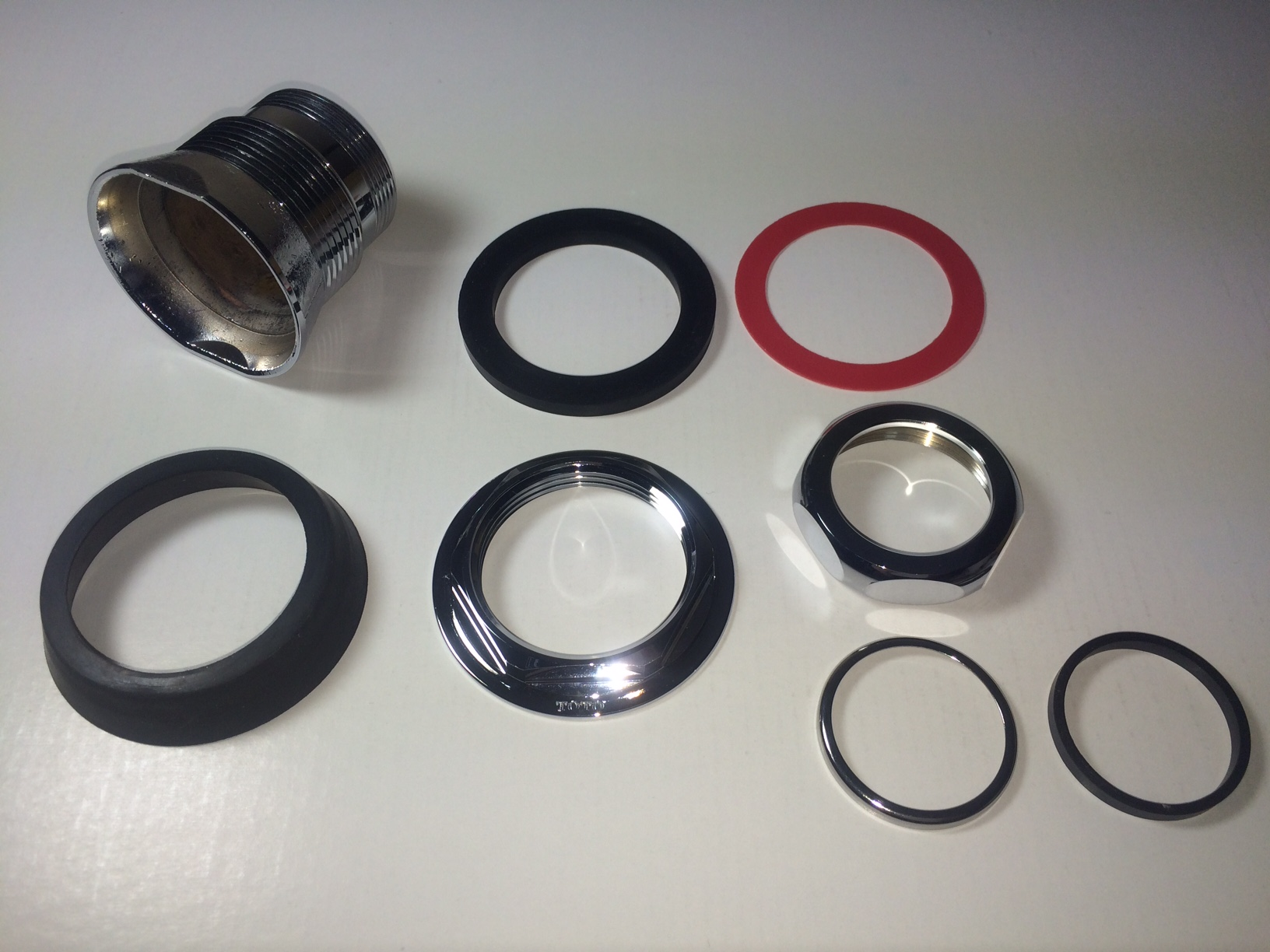
スパッドの構成部品

スパッド本体（テーパー状の給水金具）、スカートパッキン（便器給水口内でスパッド本体に組み込むテーパー状のパッキン）、平ゴムパッキン（ガスケット）、スリップワッシャー、締付ナット、袋ナット、パッキンガイド、袋ナット用ゴムパッキン、袋ナット用スリップワッシャーで構成されている。

## 材質
| 汎用大便器用めっきスパッド（左）/床下給水和風便器用めっき無しスパッド（右） |  | 合成樹脂製の大便器用スパッド |
| 汎用大便器用めっきスパッド（左）/床下給水和風便器用めっき無しスパッド（右） |  | 合成樹脂製の大便器用スパッド |

スパッド金具はほとんどは真鍮製であるが、再生水、中水道、工業用水道等の腐食対策用は銅製もある、床上給水和風便器用や洋式便器用は露出した部位に取り付けられるために便器の洗浄管（給水管）同様にニッケルメッキされているが、床下給水和風便器用のスパッドについては地中に埋め込まれることから土壌汚染防止のためにメッキがされていない真鍮の地肌剥き出しとなっている。（床下給水和風便器の場合、スパッドに結合される給水管もメッキされていない銅管や黄銅管が使用される）
さらに最近では合成樹脂製のスパッドも発売されておりユニットバス内に併設されたトイレ等、多湿な環境による、結露による錆びによる腐食対策を求めるトイレに使用される。
スパッドのパッキン類は合成ゴム製が多く、以前の製品では牛革を使用した皮革製のパッキンも存在していた。
スリップワッシャはABS樹脂製となっている。

## 適合管サイズ
大便器の洗浄管の規格は外径32ミリと38ミリの2種があることから、大便器用スパッドは32ミリ洗浄管用と38ミリ洗浄管用がある。
小便器の洗浄管の規格は外径16ミリの1種であることから、小便器用スパッドは16ミリ洗浄管用のみが存在する。

## 注意事項
本体締付ナットで締め付ける際、適正圧で締めることが大事で極端に強く締め付けると便器の給水口やスカートパッキンが破損したりする恐れがある。
便器給水口とスパッド本体、スカートパッキンが垂直に組み込まれないと水漏れの原因になる。
便器給水口内、スパッド金具やスカートパッキンはテーパー状になっていることから、スパッド金具やスカートパッキンを便器給水口内に挿入して、一度でもスパッド金具本体にスカートパッキンを組み込んでしまうと便器給水口内でのギャップも少ないために隙間がほとんどないことから、挿入したスパッドを便器からの取り出しが非常に困難であり、場合によっては取り外しができなくなってしまう恐れがあることから、やり直しが出来ないこともあり、給水管径の違うスパッド等を間違えて組み込んだりしないように大変注意が必要となる。
また、便器給水口が上給水の場合挿入時にスパッド金具やスカートパッキンを便器給水口内に落下してしまわないように注意が必要になる。（落下させたたスパッド金具やスカートパッキンを拾い出せなくなる恐れがある）
スパッドに接続する洗浄管が垂直挿入にされていること。（斜交いに挿入されると水漏れが発生する恐れがある）
便器洗浄水に再生水、中水道、工業用水道等を使用する場合は水質による腐食が懸念されることから銅製や合成樹脂製のスパッドでの施工が推奨されている。